# 7.5 cm PaK 40

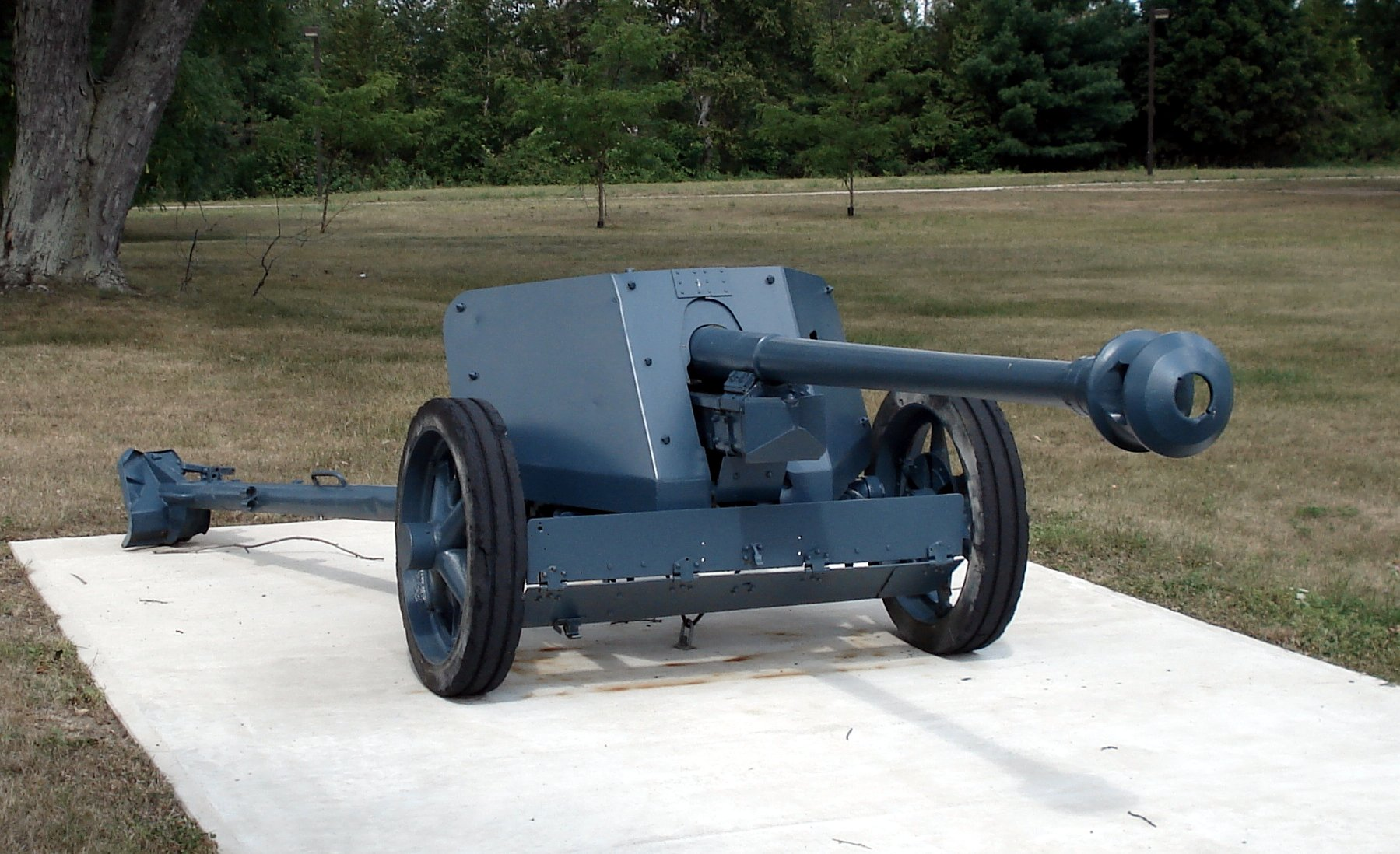
7.5 cm PaK 40

7.5 cm PaK 40（独: 7,5 cm Panzerabwehrkanone 40）は、第二次世界大戦においてナチス・ドイツが使用した対戦車砲である。

## 概要
5 cm PaK 38の拡大発展型として1939年にラインメタル社で開発が着手されたが、独ソ戦前の優先順位は高く無かった。バルバロッサ作戦中に遭遇したT-34中戦車やKV-1およびKV-2重戦車との対戦車戦闘で、3.7 cm PaK 36や5 cm PaK 38が希少資源を用いたタングステン弾芯の高速徹甲弾でもなお装甲貫徹力不足であり、中距離以遠の正面撃破には8.8cm高射砲や10.5cm sK 18の徹甲榴弾を要する事が判明した結果、クルップ社の7.5 cm PaK 41とともに実戦投入が急がれた。8.8cm高射砲は一部を除くと空軍管轄下で、10.5cm sK 18も大部分は重砲大隊所属と、通常師団の装備火砲ではなく数量・展開能力ともに不十分だったためでもある。1941年11月に試作砲が完成し、1942年4月に量産が開始されて、大戦後半のドイツ軍の主力対戦車砲となった。1941年-1945年までに牽引砲型は23,500門、マルダー用は6,000門が生産されている。イタリアでは75/43 Mod.40として、OTO社によるライセンス生産が計画されていた。輸出先はフィンランド、ルーマニア、ハンガリー、ブルガリアで、終戦後はノルウェー、チェコスロバキア、アルバニアも運用国に加わった。
牽引車は、半装軌車のSd.Kfz.10やSd.Kfz.11、装輪車両のオペル・ブリッツやクルップ・プロッツェなどが用いられたが、サイズの大型化と軽合金素材の使用中止に伴う重量増加によって機動性が低下し、地面の状況次第では放棄せざるを得ない事態も生じた。撤退時のみならず陣地転換にも支障をきたした事から、対策としてフランスで鹵獲したロレーヌ 37L装甲牽引車両を改造したマルダーI、II号戦車の車体を利用したマルダーII、38(t)戦車の車体を利用したマルダーIIIが登場し、主に師団直属の戦車猟兵大隊へ配属されて活躍した。
7.5 cm PaK 40は、東部戦線のソ連製戦車に対抗するために運用されたが、北アフリカ戦線やイタリア戦線および西部戦線（ノルマンディー上陸作戦後）でも使用され、ソ連製戦車よりも装甲が薄い傾向のあるアメリカ・イギリス軍の戦車にも威力を発揮した。その後、より大口径の8.8 cm PaK 43や8.8 cm PaK 43/41、野砲兼用の12.8 cm PaK 44も開発されたが、機動性は劣悪で調達も振るわず、数的には終戦まで7.5 cm PaK 40が戦車猟兵の主力であった。
1943年11月になると"Artillerie-Pak-Abteilung (bodenständig)"という、通常より牽引車の少ない対戦車砲大隊が砲兵の編制表に登場した。これは余剰の砲兵科人員を対戦車任務に充当する措置であり、7.5 cm PaK 40は計13個の砲兵対戦車大隊にも支給された。1944年には兼野砲としても配属される事になり、7.5 cm FK 40と称して運用していた。しかし、仰角の低さから射程が短く、10.5 cm leFH 18/40の砲架に変更した7.5 cm FK 7 M 85と、改造で仰角を35度に増大した7.5 cm K 7 M 59が登場する事になった。もっとも、榴弾の威力などが問題視され、余り製造されなかった。ちなみに、FKはFeldkanoneで野砲、7は砲口直径、Mは運用上の形式、85と59は制式図面の番号とその部品番号を示している。
上記以外の派生型として、車載用に薬莢長と砲架を変更した7.5 cm KwK 40（L/48版は砲身長も延長）及び7.5 cm StuK 40とその小改良型の7.5cm PaK 39、航空機用としてガンポッド化された7.5 cm PaK 40Lと、その改良版であるBK 7.5 cmが実用化されている。
このほかに、70口径へ長砲身化した7.5 cm PaK 40/42がヘラー社によって試作され、7.5 cm PaK 42の牽引砲型として1942年に253門製造されたともいわれている。

## 余談
一刻も早く強力な対戦車砲を要望した前線部隊の要求に応じるべく、7.5 cm PaK 40が揃うまでのつなぎとして、鹵獲火砲改修の対戦車砲も製作している。フランス製M1897 75mm野砲の砲身に5 cm PaK 38の砲架を組み合わせた7.5 cm PaK 97/38（7.5 cm PaK 40の砲架を流用した7.5 cm PaK 97/40も存在した）と、ソ連製F-22 76mm野砲を改造した7.62 cm PaK 36(r)やF-22USV 76mm野砲を同様に改造した7.62 cm PaK 39(r)である。1942年に部隊配備および実戦投入された。一部は北アフリカ戦線にも送られている。
なお、7.62 cm PaK 36(r)は僅かに口径が大きいことから不完全ではあったが、7.5cm PaK 40用の砲弾も撃てるように作られていたために弾薬の互換性を持っていた（後にアダプターを取り付けて解決を図った砲弾が開発されている）のに対し、逆に7.5 cm PaK 40で7.62 cm PaK 36(r)用の砲弾を撃つのは砲弾が砲身内径より大きいために不可能という一方的な互換性であり、間違えて使用すると腔発など重大事故の原因となり危険であった。しかし、そのままでは見た目はそっくりであり見分けが難しく、このため、防止策として7.62 cm PaK 36(r)用の砲弾を白く着色して見分けがつくようにしていた。
7.62 cm PaK 36(r)の様に薬室を改修して7.5 cm PaK 40の砲弾を流用できるようにした例は他にもあり、ドイツ占領下の北イタリア（イタリア社会共和国）で現地生産された駆逐戦車であるセモヴェンテ da 75/46がそれに当たる。

## スペック
| 主要要目         | 主要要目         | 主要要目      | 主要要目         | 主要要目      | 主要要目        | 主要要目         |
| 型式             | 型式             | 7.5 cm PaK 40 | 7.5 cm PaK 40/42 | 7.5 cm PaK 50 | 7.5 cm K 7 M 59 | 7.5 cm FK 7 M 85 |
| ---------------- | ---------------- | ------------- | ---------------- | ------------- | --------------- | ---------------- |
| 口径             | 口径             | 75mm          | 75mm             | 75mm          | 75mm            | 75mm             |
| 砲身長           | 砲身長           | 3,450mm       | 5,535mm          | 2,245mm       | 3,700mm         | 3,225mm          |
| 戦闘重量         | 戦闘重量         | 1,425kg       | 1,700kg          | 1,095kg       | 1,453kg         | 1,788kg          |
| 仰俯角           | 仰俯角           | -5°~+22°      |                  | -8°~+27°      | -5°~+35°        | -5°~+42°         |
| 左右旋回角       | 左右旋回角       | 65°           |                  | 65°           |                 | 30° 30'          |
| 最大射程（榴弾） | 最大射程（榴弾） | 7,680m        |                  | 6,000m        | 13,300m         | 10,275m          |
| 発射速度         | 発射速度         | 12-15発/分    |                  | 12-15発/分    |                 | 8-10発/分        |
| 運用要員         | 運用要員         | 5名           |                  | 5名           |                 |                  |
| 初速             | 徹甲榴弾         | 792m/s        |                  |               |                 |                  |
| 初速             | 榴弾             | 550m/s        |                  | 480m/s        |                 | 550m/s           |

| 装甲貫徹力               | 装甲貫徹力 | 装甲貫徹力 | 装甲貫徹力 | 装甲貫徹力 | 装甲貫徹力 | 装甲貫徹力 | 装甲貫徹力 | 装甲貫徹力 |
| 砲弾                     | 砲弾       | 砲弾       | 砲弾       | 角度       | 射程       | 射程       | 射程       | 射程       |
| ------------------------ | ---------- | ---------- | ---------- | ---------- | ---------- | ---------- | ---------- | ---------- |
| 弾薬                     | 弾種       | 弾重       | 初速       | 弾着角     | 100m       | 500m       | 1,000m     | 1,500m     |
| Pzgr.39                  | APCBC-HE   | 6.80kg     | 792m/s     | 60°        | 120mm      | 104mm      | 89mm       | 76mm       |
| Pzgr.39                  | APCBC-HE   | 6.80kg     | 792m/s     | 90°        | 148mm      | 132mm      | 116mm      | 102mm      |
| Pzgr.40                  | APCR       | 4.10kg     | 933m/s     | 60°        | 135mm      | 115mm      | 96mm       | 80mm       |
| Pzgr.40                  | APCR       | 4.10kg     | 933m/s     | 90°        | 175mm      | 154mm      | 133mm      | 115mm      |
| Pzgr.40 (W)              | HVAP       | 4.10kg     | 930m/s     | 60°        | 77mm       | 69mm       | 56mm       | 38mm       |
| Pzgr.40 (St)             | HVAP       |            |            |            |            |            |            |            |
| Gr.38 HL/C               | HEAT       | 5.00kg     | 450m/s     | 60°        | 90mm       | 90mm       | 90mm       | 射程外     |
| Gr.38 HL/C Klappleitwerk | HEAT-FS    | 7.30kg     | 520m/s     | 60°        | 140mm      | 140mm      | 射程外     | 射程外     |

## 登場作品

### 映画
『遠すぎた橋』
森の中でイギリス軍機甲部隊を待ち受け、準備砲撃に生き残った砲が戦車を撃破するが、その後来襲した戦闘爆撃機により壊滅させられ、兵は降伏する。
『フューリー』
ドイツ軍が偽装を施し、森の中に2門隠して使用する。主人公らの戦車小隊に対して砲撃を行うが、ほとんどが外れ、命中しても弾かれてしまい、倒すのに手間取っている間に接近され、2門とも撃破されてしまう。

### ゲーム
『R.U.S.E.』
ドイツの対戦車砲として登場。
『バトルフィールド1942』
ドイツ軍の重砲として登場する。
『パンツァーフロント』
無印ではプレイヤーは操作できないが、『bis』ではコンストラクションモードにおいてプレイヤー側として操作可能に設定できる。